# (21202) 1994 PW19
A (21202) 1994 PW19 a Naprendszer kisbolygóövében található aszteroida. Eric Walter Elst fedezte fel 1994. augusztus 12-én.